# Pasta di gamberetti

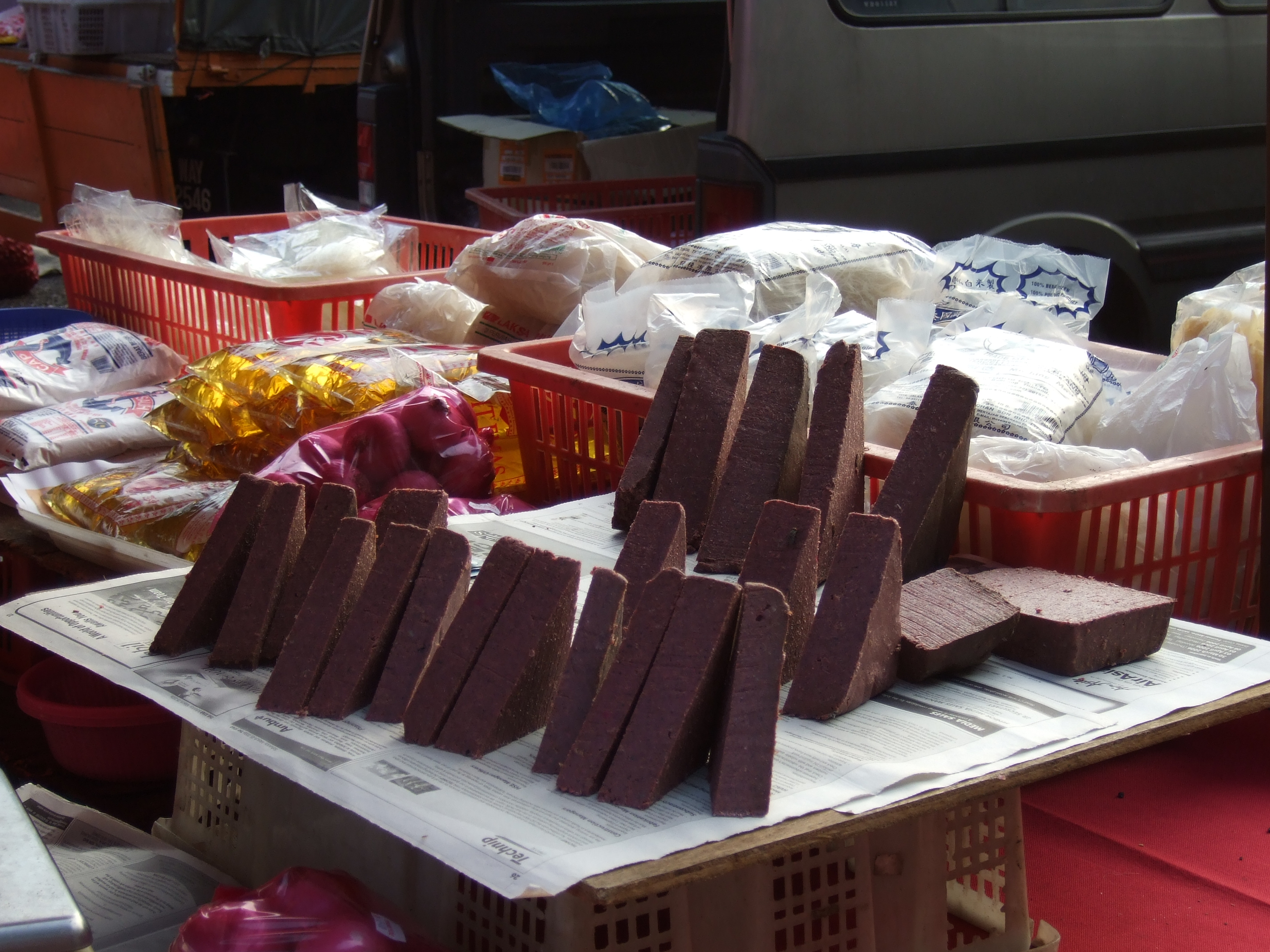
Pasta di gamberi in un mercato malese

La pasta di gamberetti così come la salsa è un prodotto tipico usato in tutto il sud-est asiatico e nella cucina cinese del sud. Di colore e consistenza variabili dal marrone scuro (naturale) a un rosa-violetto (tinto), da molto duro a soffice o addirittura in polvere, è sempre caratterizzato da un forte odore pungente. I nomi con cui lo si può reperire variano a seconda della lingua: Belacan in malese, Trassi in indonesiano, Kapi in thailandese, Mam tom in vietnamita, Bagoong alamang in filippino.

## Produzione

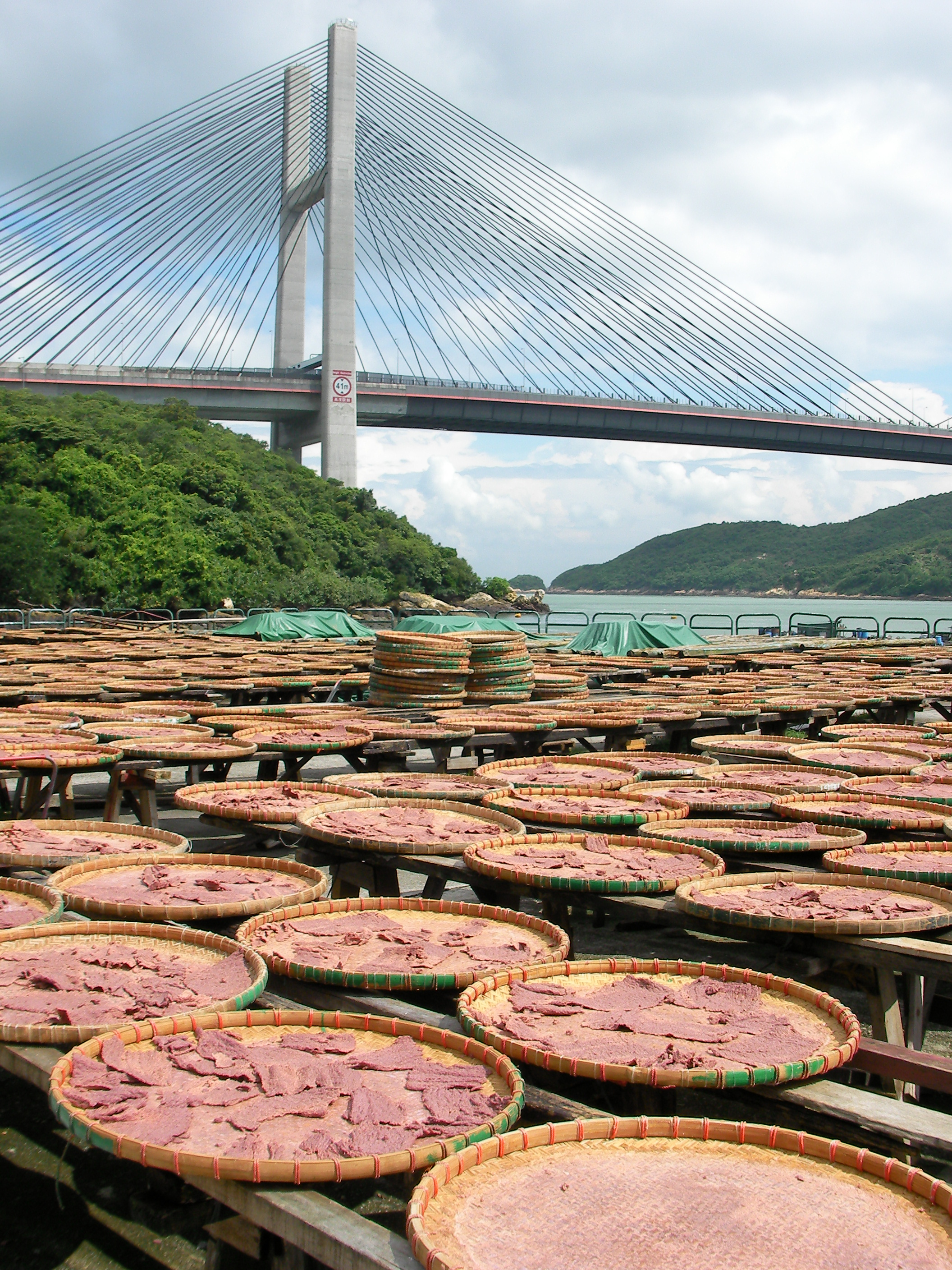
Pasta di gamberetti durante l'essiccazione al sole

Esistono vari metodi, il più tradizionale vede alla base della pasta i minuscoli gamberetti pescati con l'alta marea solo in alcuni periodi dell'anno nelle acque profonde del mare.
I pescatori usano speciali reti a trama molto fitta montate su due paletti di legno, una volta piene le portano a riva per raccogliere i gamberetti più piccoli e rigettare in mare il resto.
I gamberetti rimasti una volta sciacquati con acqua di mare vengono lasciati sulla spiaggia ad asciugare, mescolati con il sale seccano al sole per altre 8 ore, fino a perdere il 50% del peso. Sono quindi pronti per essere ridotti in poltiglia tipicamente in trogoli di legno o in fabbrica con macchine moderne; la pasta ottenuta, posta in contenitori chiusi da una garza di mussolina, deve fermentare ancora per almeno una decina di giorni, pestandola di tanto in tanto. Questo procedimento viene fatto più volte nell'arco di 6-8 settimane.
Una volta pronta viene pressata in stampi apposta e lasciata un'ultima volta al sole prima di impacchettarla, oggigiorno con la carta una volta con caratteristiche stuoie di cocco intrecciato.

## Varietà

### Belacan
La varietà malese è preparata con piccolissimi gamberetti chiamati geragau in lingua locale. Ingrediente fondamentale in molti piatti della cucina nonya e malese tradizionale, usato in piccole quantità per via del gusto molto forte, dalla qualità della pasta dipende il gusto finale del piatto.
Tipicamente compattato in panetti, viene per tradizione misurato a fette anche se il metodo migliore è a cucchiaiate.
Il nome Belacan forse deriva dal portoghese balcao.

### Kapi
In Thailandia la pasta di gamberetti (kapi) è un ingrediente essenziale in molti tipi di nam phrik, salsa cremosa piccante, e in tutte le paste Thai curry, tipo quelle usate nel kaeng som. Molto popolare è il nam phrik kapi, un condimento speziato con pasta fresca di gamberetti, consumata spesso con pla thu (sgombro piccolo) fritto e verdure crude, cotte al vapore o fritte. Nella Thailandia del sud ci sono tre tipi di paste di gamberetti: una preparata solo con gamberetti, una con una miscellanea di gamberetti e pesci e un'altra di gusto dolce.  Nam prik meng daa si trova nei mercati di Hat Yai e Satul.